# كريستوفر (مغني)
كريستوفر (بالدنماركية: Christopher)‏ هو مغني دنماركي، ولد في 31 يناير 1992 في فريدريكسبرغ في الدنمارك.

## وصلات خارجية
- الموقع الرسمي
- كريستوفر على موقع IMDb (الإنجليزية)
- كريستوفر على موقع ميوزك برينز (الإنجليزية)
- كريستوفر على موقع أول ميوزيك (الإنجليزية)
- كريستوفر على موقع ديسكوغز (الإنجليزية)